# スージー・カーツ
スージー・カーツ（Swoosie Kurtz,  1944年9月6日 - ）は、アメリカ合衆国の女優である。

## 来歴
1944年、ネブラスカ州オマハに生まれる。父親はかつてオリンピックにも出場経験があるダイバーで、第二次世界大戦へも出兵経験があるアメリカ空軍の飛行士として知られるフランク・カーツである。女優を目指して高校卒業後はカリフォルニア州にある南カリフォルニア大学で演劇を専攻した。1962年で17歳の時にテレビ番組『The Donna Reed Show』でテレビデビュー。18歳の頃には、舞台へも進出してブロードウェイを果たした。後にオフ・ブロードウェイデビューも果たしたほか、1977年に出演した舞台『A History of the American Film』では、その演技力が評価されてドラマ・デスク・アワードを受賞している。そのほか1981年に出演した『Fifth of July』と1986年に出演した『The House of Blue Leaves』で、それぞれの演技が評価されてトニー賞も受賞している。
1970年代後半から露出が増えていき、テレビドラマに映画に舞台、様々な分野でキャリアを積んで、女優として確固たる地位を築いた。1993年には、コメディドラマシリーズ『Carol & Company』にゲスト出演した演技が評価されてプライムタイム・エミー賞の最優秀ゲスト賞に輝いている。近年では『LOST』や『HEROES』、『デスパレートな妻たち』など日本でも話題になった多くのテレビドラマにゲストないしはレギュラーとして出演している。

### 私生活
現在は既婚であるが、夫婦の間には子供はいない。

## 出演作品

### 映画
- スラップ・ショット Slap Shot (1977)
- ファースト・ラブ First Love (1977)
- 続ある愛の詩 Oliver's Story (1978)
- Walking Through the Fire (1979) ※テレビ映画
- Marriage Is Alive and Well (1980) ※テレビ映画
- The Mating Season (1980) ※テレビ映画
- ガープの世界 The World According to Garp (1982)
- ミス・マープル/カリブ海の秘密 A Caribbean Mystery (1983) ※テレビ映画
- カリブの熱い夜 Against All Odds (1984)
- ギルティ・コンサイエンス Guilty Conscience (1985) ※テレビ映画
- ワイルドキャッツ Wildcats (1986)
- デイヴィッド・バーンのトゥルー・ストーリー True Stories (1986)
- ホンキートンク天国 Baja Oklahoma (1988) ※テレビ映画
- バイス・バーサ/ボクとパパの大逆転 Vice Versa (1988)
- 再会の街/ブライトライツ・ビッグシティ Bright Lights, Big City (1988)
- 危険な関係 Dangerous Liaisons (1988)
- アイリスへの手紙 Stanley & Iris (1990)
- ショック・トゥ・ザ・システム 殺意のシステム A Shock to the System (1990)
- ザ・イメージ The Image (1990)
- Terror on Track 9 (1992) ※テレビ映画
- しゃべりすぎた女 The Positively True Adventures of the Alleged Texas Cheerleader-Murdering Mom (1993)
- 運命の瞬間/そしてエイズは蔓延した And the Band Played On (1993)
- リアリティ・バイツ Reality Bites (1994)
- ハーヴィ/裸のウサギを持つ男 Harvey (1996)
- 剥がされた記憶 A Promise to Carolyn (1996)
- ストーリーブック/屋根裏の魔法使い Storybook (1996)
- ライアー ライアー Liar Liar (1997)
- My Own Country (1998)
- カットスロート・ハイウェイ Outside Ozona (1998)
- クルーエル・インテンションズ Cruel Intentions (1999)
- バウンティ・キッド The White River Kid (1999)
- 恋人にしてはいけない男の愛し方 Get Over It (2001)
- バブル・ボーイ Bubble Boy (2001)
- ジャスミン・ラブ The Wilde Girls (2001) ※テレビ映画
- ルールズ・オブ・アトラクション The Rules of Attraction (2002)
- おまけつき新婚生活 Duplex (2003)
- Sleep Easy, Hutch Rimes (2004)
- 壊滅暴風圏II/カテゴリー7 Category 7: The End of the World (2005)
- Superman/Doomsday (2007)
- 希望のちから Living Proof (2008)
- イングリッシュマン・イン・ニューヨーク An Englishman in New York (2009)
- オーバーボード Overboard (2018)

### テレビドラマ
- The Donna Reed Show (1962)
- 刑事コジャック Kojak (1976)
- Great Performances (1976, 1979)
- アメリカン・プレイハウス American Playhouse (1982, 1987)
- Love, Sidney (1981 - 1983)
- シスターズ Sisters (1991 - 1996)
- Hope & Gloria (1995)
- マジック・スクール・バス The Magic School Bus (1995)
- パーティー・ガール Party Girl (1996)
- ブルック・シールズのハロー! スーザン Suddenly Susan (1996, 1997)
- Touched by an Angel (1997)
- ER緊急救命室 ER (1998)
- ジョー・ミリオネア Love or Money Love & Money (1999, 2000)
- 新アウターリミッツ The Outer Limits (2000)
- The Fighting Fitzgeralds (2001)
- That's Life (2001, 2002)
- LOST Lost (2005)
- HUFF〜ドクターは中年症候群 Huff (2004 - 2006)
- プッシング・デイジー 恋するパイメーカー Pushing Daisies (2007 - 2009)
- デスパレートな妻たち Desperate Housewives (2009)
- LAW & ORDER:性犯罪特捜班 Law & Order: Special Victims Unit (2009)
- HEROES heroes (2009)
- Rita Rocks (2009)
- ナース・ジャッキー Nurse Jackie (2009, 2011)
- 救命医ハンク セレブ診療ファイル Hank (2009, 2010)
- CHUCK/チャック Chuck (2010)
- マイク&モリー Mike & Molly (2010 - 2015)

### テレビアニメ
- アメリカン・ダッド American Dad! (2006 - 2014)